# Corpus pelagianum

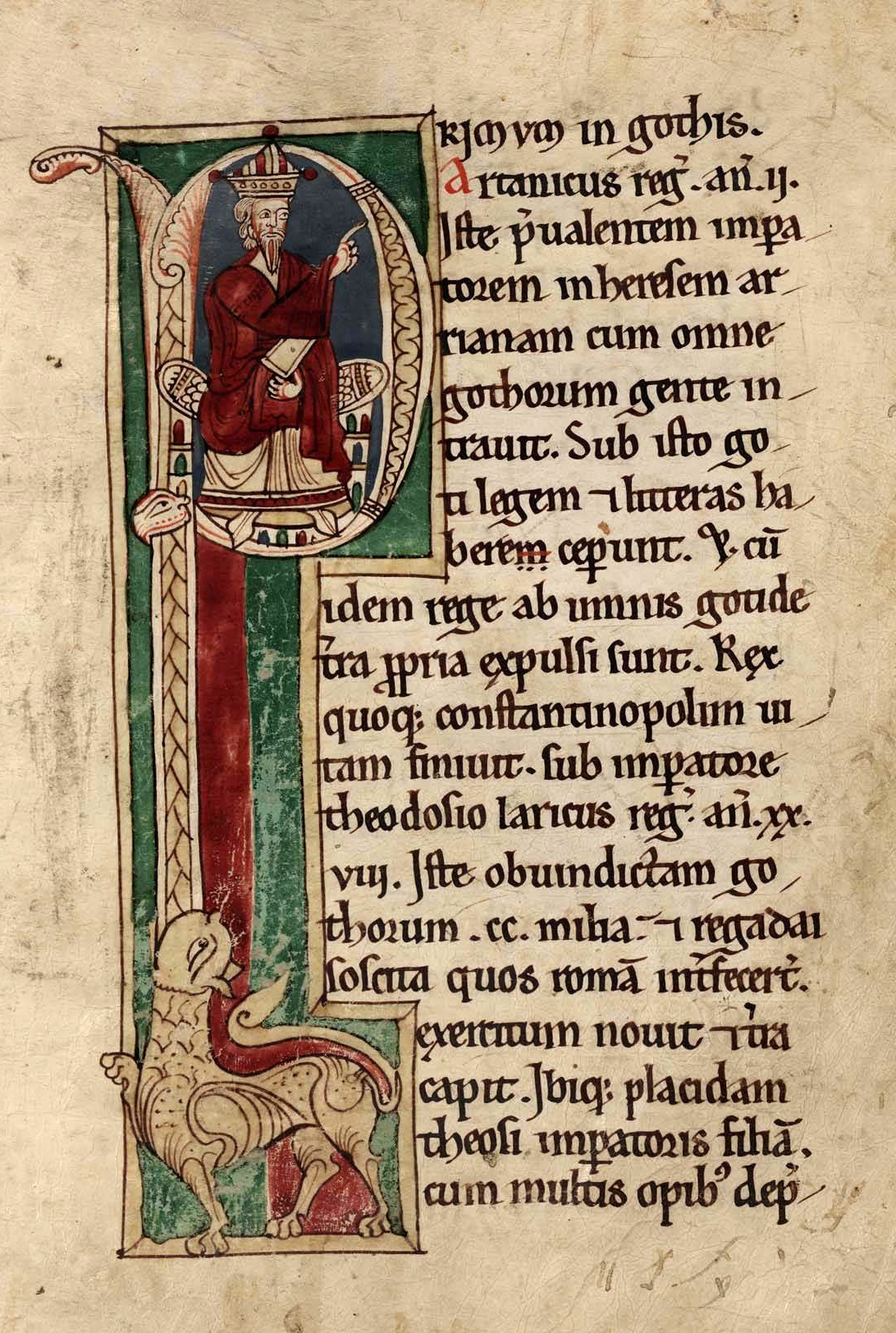
Folio 18 recto del manuscrito 2805 de la Biblioteca Nacional de España, del, que contiene una familia intermedia de la evolución del Corpus pelagianum, la denominada Compilación A. La miniatura es una Inicial P que quizá representa al obispo Dulcidio rodeado de monstruos y grifos.

El Corpus pelagianum o Liber chronicorum ('libro de las crónicas') es una compilación de crónicas realizada por Pelayo, obispo de Oviedo, en la primera mitad del siglo XII. Se ha transmitido en un complejo conjunto de copias de unos originales perdidos, cuyo orden ha sido estudiado por Enrique Jerez.
La parte principal de este libro de crónicas incluye la Historia de los reyes de los godos, vándalos y suevos de Isidoro de Sevilla, la Crónica sebastianense y la de Sampiro. La crónica de Pelayo tuvo una versión completa en algún momento posterior a 1118, ya que se refiere al matrimonio de la reina de Sicilia Elvira de Castilla, hija de Alfonso VI, con Rogelio II de Sicilia en ese año. Pelayo es la fuente más importante para la división del reino que tuvo lugar tras la muerte de Fernando I de León y Castilla (1065); y fue testigo ocular contemporáneo de los reinados de Alfonso VI y Urraca.
Estas versiones se constituyen en tres familias:
1. La del desaparecido Codex vetustissimus ovetensis, cuyo texto se copió y conserva en el manuscrito 1346 de la Biblioteca Nacional de España. Parece representar el estadio más primitivo de la obra.[3]
2. Compilación A, más centrada en la visión histórica, quedan varias copias de este códice cuyo original se ha perdido, como el BNE mss. 1358 y el BNE mss. 2805.[4]
3. Compilación B. La más perfecta de las versiones, posiblemente iniciada en 1120 y concluida en 1142. Quedan muchas copias, destacando el mss. 1513 de la BNE datado generalmente en el siglo XIII y miniado.[5]

En puridad el Liber chronicorum denomina específicamente al núcleo de las crónicas contenidas en las compilaciones A y B, pero no a las del Codex vetustissimus ovetensis, que también formaría parte del Corpus pelagianum y sería su versión más primitiva y la compilación menos extensa. El Liber chronicorum concluye con una obra del propio Pelayo, el Chronicon regum legionensium, que no está presente en el Codex vetustissimus ovetensis.
Asimismo Pelayo interpoló en sus fuentes noticias de su propia autoría, con un propósito bien definido y un planteamiento siempre coherente con su ideología y el mensaje histórico que quería transmitir.